# Santa Fe (estación del Tren El Insurgente)
Santa Fe es una de las estaciones que forman parte del tren El Insurgente, es la terminal provisional oriente de la única línea existente del sistema. Se ubica al poniente de la Ciudad de México, en el límite de las alcaldías Cuajimalpa de Morelos y Álvaro Obregón.

## Información general
Su nombre se debe a la proximidad del poblado de Santa Fe. Su icono representa un monumento localizado en la zona cercana llamado "Puerta Grande"

## Afluencia
Se espera alrededor de 4,200 pasajeros en hora de máxima demanda durante los primeros años de operación.

## Conectividad
La estación cuenta con los siguientes medios de transporte:

#### Red de Transporte de Pasajeros de la Ciudad de México
- Ruta 34-A:Metro Balderas a C.C. Santa Fe(Se mudaron operaciones de desembarque y embarque de usuarios al CETRAM de esta estación)
- Ruta 34-B:Metro Miguel Ángel De Quevedo/Parque de La Bombilla a C.C. Santa Fe(Se mudaron operaciones de desembarque y embarque de usuarios al CETRAM de esta estación)
- Ruta 76:Metro Auditorio a C.C. Santa Fe(Se mudaron operaciones de desembarque y embarque de usuarios al CETRAM de esta estación)

#### Corredores Concesionados
- Ruta 5: (Circuito interno Santa Fe,mismo que conecta el Centro Comercial Santa Fe,Parque La Mexicana,Centro Comercial Garden Santa Fe,Televisa Santa Fe,Hospital ABC entre otros)

- Ruta 5: (C.C. Santa Fe/Sam´s Club - Metro Observatorio/Metro Tacubaya por Av. Vasco de Quiroga y Camino Real A Toluca)

## Sitios de interés
- Centro Comercial Santa Fe

- Centro Comercial Garden Santa Fe

- Monumento a la Puerta Grande

- Instalaciones de Televisa Santa Fe

- Universidad Ibero Americana(La Ibero)

- Parque La Mexicana

- Diversos corporativos y oficinas de algunas empresas como Movistar México,Ford Motor Company,entre otras.